# Kiteloop
Een kiteloop is een trucje waarbij de kitesurfer, de kiter, zijn vlieger een looping laat maken. Veel kiters doen deze truc wanneer zij in de lucht hangen waardoor ze als het ware worden afgeschoten doordat de vlieger recht door de powerzone gaat. De krachtsexplosie is voor de kiter zeer spectaculair en ook de toeschouwer zal deze move weten te waarderen.